# Посидоний (лунный кратер)
Кратер Посидоний  (лат. Posidonius) — древний ударный кратер на северо-восточной границе Моря Ясности в предгорьях Таврских гор (Montes Taurus) на видимой стороне Луны. Образование кратера относится к позднеимбрийской эпохе. Кратер назван в честь Посидония, древнегреческого философа-стоика, историка, географа, астронома. Название утверждено Международным Астрономическим Союзом (МАС) в 1935 г.

## Описание кратера

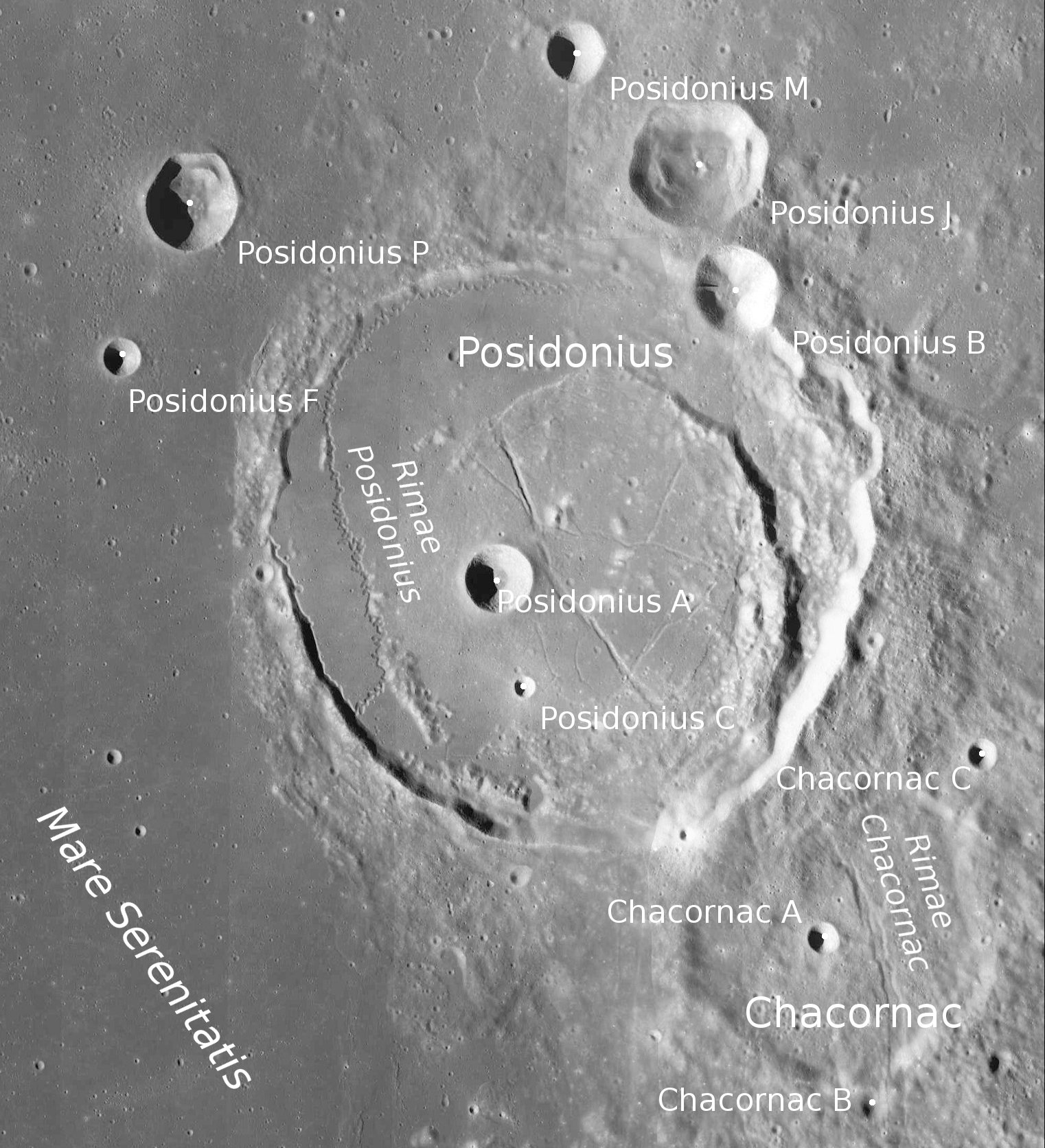
Снимок зонда Lunar Reconnaissance Orbiter.

Диаметр кратера 95,06 км, глубина 1,37 км. На юго-востоке от него находится кратер Шакорнак, на севере — кратер Даниель и Озеро Сновидений. На западе от кратера располагается цепочка гряд, имеющая неофициальное название Змеиный хребет. Кратер Посидоний является одним из крупнейших на видимой стороне Луны. Селенографические координаты центра кратера 31°53′ с. ш. 29°59′ в. д. / 31,88° с. ш. 29,99° в. д.. Объем кратера составляет приблизительно 8800 км³..
Вал кратера узок, невысок и неявно выражен, особенно в западной части. Максимальная высота вала над дном чаши кратера составляет около 2000 м, дно чаши находится приблизительно на 650 м ниже окружающей кратер местности. Северная часть вала значительно разрушена. Дно кратера заполнено базальтовой лавой во время последующих после образования кратера излияний лавы. За счет поднятия лавы дно кратера несколько выпучено и изобилует бороздами, холмами и складками. Из-за заполнения чаши кратера лавой центральный пик отсутствует. Небольшие пики в центре кратера, которые можно разглядеть на фотографии, располагающиеся по полукругу, вероятно представляют собой остатки центрального пика над лавой. Высота пиков составляет от 300 до 800 м. Данные пики состоят из анортозита. На западе от этих пиков находится приметный сателлитный кратер Посидоний А (см. ниже). Внутри чаши кратера можно различить также вал другого кратера, меньшего по диаметру, центр которого смещен несколько к востоку от центра основного кратера.
Кратер окружен системой борозд, названных по имени кратера (Rimae Posidonius). Одна из таких извилистых борозд в чаше кратера видна на фотографии (отмечена стрелкой) и простирается вдоль западной и северной частей вала кратера. Общая протяженность этой борозды составляет 130 км. Принято считать, что борозды сформировались за счет турбулентного движения высокотемпературной лавы низкой вязкости. При таком движении воронки и завихрения потока лавы обладают эрозионным действием, прорезая старые слои лавовых отложений.
Кратер Посидоний имеет несколько сателлитных кратеров, располагающихся вокруг кратера и внутри него. Посидоний А диаметром 11 км располагается немного юго-западнее центра кратера, Посидоний В диаметром 14 км прерывает вал основного кратера на северо-востоке.

## Кратковременные лунные явления
В кратере Посидоний наблюдались кратковременные лунные явления (КЛЯ) в виде помутнения.

## Сателлитные кратеры
| Посидоний | Координаты                                            | Диаметр, км |
| --------- | ----------------------------------------------------- | ----------- |
| A         | 31°41′ с. ш. 29°31′ в. д. / 31,69° с. ш. 29,52° в. д. | 11,1        |
| B         | 33°10′ с. ш. 31°01′ в. д. / 33,16° с. ш. 31,02° в. д. | 14,1        |
| C         | 31°08′ с. ш. 29°41′ в. д. / 31,13° с. ш. 29,69° в. д. | 3,5         |
| E         | 30°33′ с. ш. 19°42′ в. д. / 30,55° с. ш. 19,7° в. д.  | 3,1         |
| F         | 32°49′ с. ш. 27°08′ в. д. / 32,82° с. ш. 27,13° в. д. | 6,0         |
| G         | 34°47′ с. ш. 27°14′ в. д. / 34,79° с. ш. 27,23° в. д. | 4,8         |
| J         | 33°48′ с. ш. 30°47′ в. д. / 33,8° с. ш. 30,79° в. д.  | 22,0        |
| M         | 34°22′ с. ш. 30°01′ в. д. / 34,36° с. ш. 30,01° в. д. | 9,3         |
| N         | 29°42′ с. ш. 21°02′ в. д. / 29,7° с. ш. 21,04° в. д.  | 6,2         |
| P         | 33°36′ с. ш. 27°35′ в. д. / 33,6° с. ш. 27,58° в. д.  | 14,7        |
| W         | 31°39′ с. ш. 20°08′ в. д. / 31,65° с. ш. 20,13° в. д. | 3,0         |
| Y         | 30°02′ с. ш. 24°55′ в. д. / 30,03° с. ш. 24,91° в. д. | 2,0         |
| Z         | 30°45′ с. ш. 22°57′ в. д. / 30,75° с. ш. 22,95° в. д. | 5,9         |

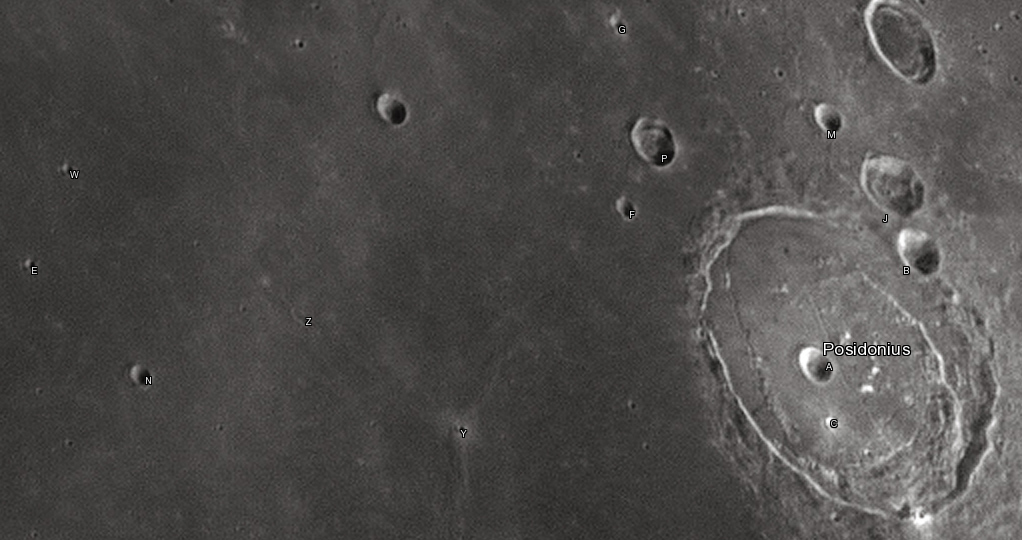
Снимок Девида Кемпбелла.

- Сателлитный кратер Посидоний B включен в список кратеров с яркой системой лучей Ассоциации лунной и планетарной астрономии (ALPO)[7].